# Trident II D5
El  Trident II D5  és un míssil balístic intercontinental per a submarins (SLBM) amb caps nuclears dels Estats Units. Constitueixen una part fonamental de la força nuclear de dissuasió dels Estats Units i del Regne Unit. Amb una capacitat de distància de més de 12000 km cada míssil és capaç de llançar fins a 12 caps MIRV contra 12 objectius diferents.

## Desenvolupament

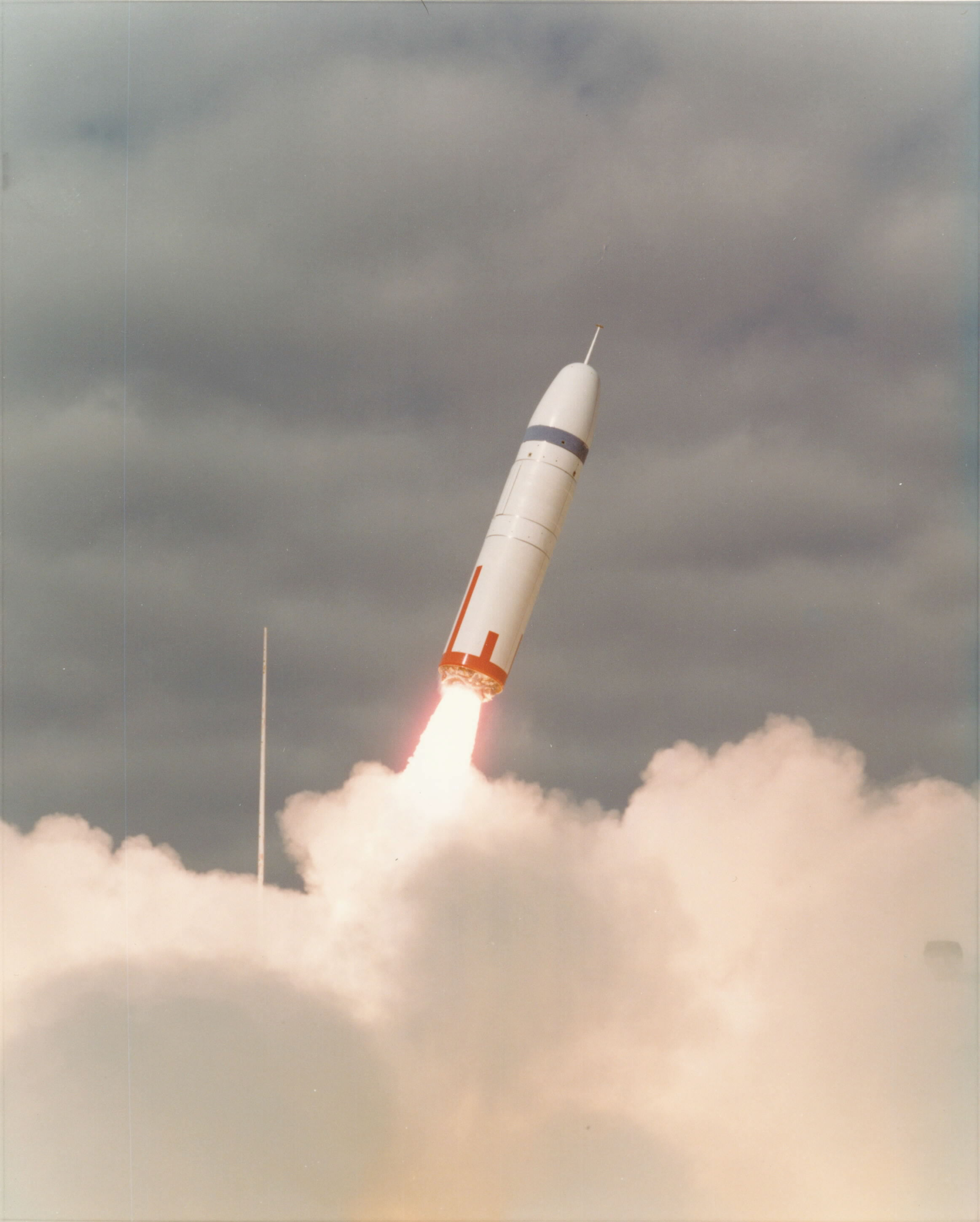
Trident I llançament el 18 de gener de 1977.

El míssil va ser desenvolupat sota el nom Trident I (C4) en 1979, sent retirades del servei les últimes unitats el 2000. la segona versió Trident II (D5) va ser desplegada el 1990 i està planejat que estarà en servei per 30 anys fins a 2027. Aquests míssils també són venuts al Regne Unit usant l'acord Venda de míssils Polaris de 1963 i estès en 1982 per vendre els míssils Trident I i subseqüentment els Trident II durant el mandat de Ronald Reagan. Per al desenvolupament del nou míssil el Regne Unit va cooperar amb un 5% del cost total.

## Extensió de vida del D5
El 2002 es va prendre la decisió d'estendre la vida dels míssils i dels submarins de la Classe Ohio fins a 2042, per la qual cosa es va iniciar un programa per reemplaçar components obsolets a un cost mínim i alhora mantenir la resposta. El contractista guanyador va ser Lockheed Martin a un cost total de $ 789.900.000. El programa consisteix a actualitzar els sistemes dels míssils, sistemes de guia i els de reentrada.

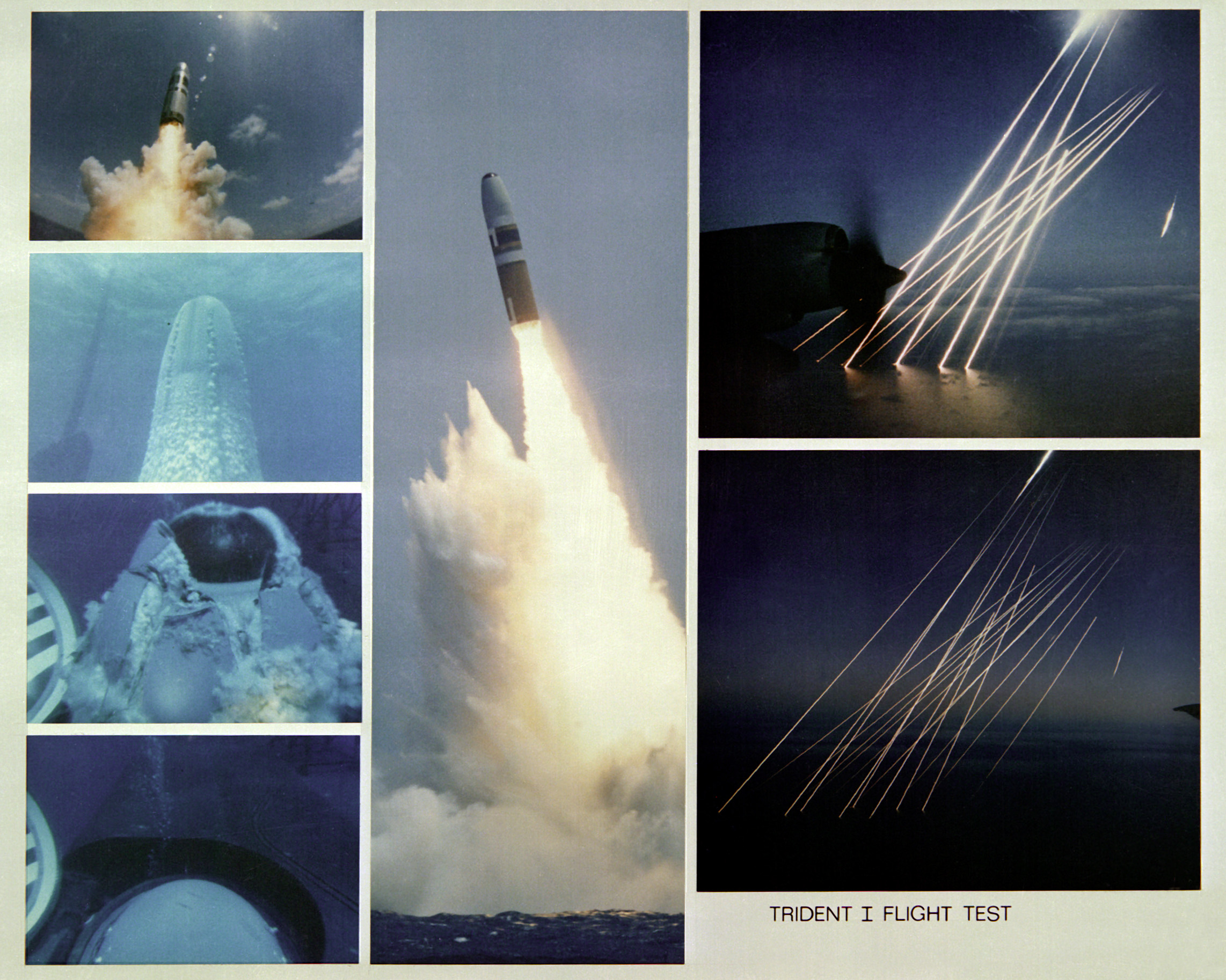
Diagrama de llançament i impacte dels vehicle d'entrada.

A Anglaterra el 4 de desembre de 2006, Tony Blair va treure el pla de construir una nova generació de submarins perquè puguin portar els Trident II existents i unir-se al programa d'extensió de vida d'aquests.
El 14 de març de 2007, el govern d'Anglaterra va prendre la decisió de renovar els seus submarins nuclears i míssils a un cost total entre 15 i 20 mil milions de lliures, el temps total serà de 17 anys i durarà fins al 2050.

## Primers Trident
L'actual Trident és de la sisena generació, abans dels Trident també existien els míssils Polaris.
- Trident I C4: l'1 de la classe evolucionat de la classe Polaris.
- Trident I C4: actualització, presenta major punteria.
- Trident I C4: modificació de major grandària, opcions de cap.
- Trident D5: versió nova del míssil menys alt però amb més gruix i major poder ofensiu.
- Trident II D-5 (CDD6): coberta Buida major punteria i major càrrega nuclear.

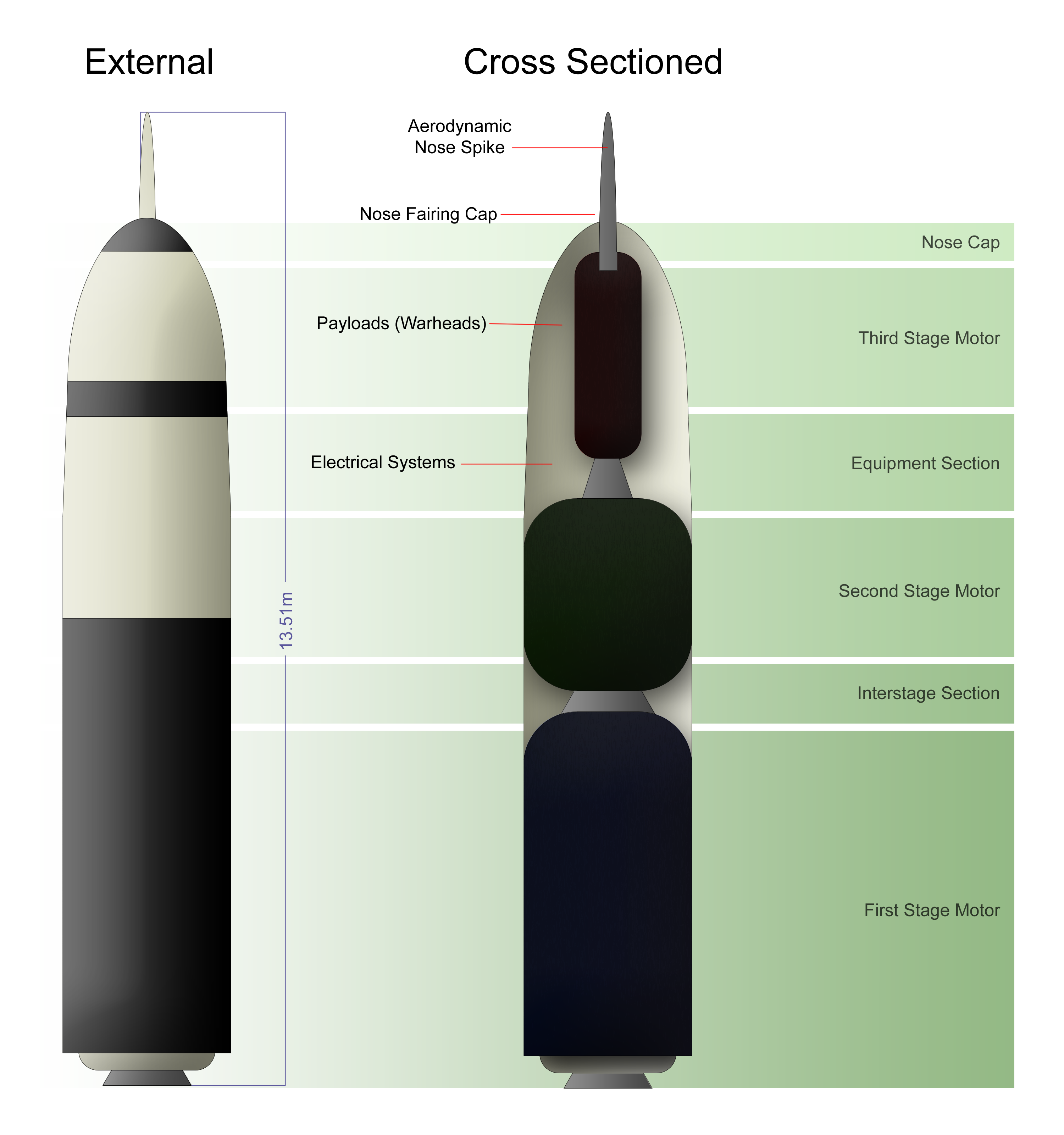
Tall transversal del míssil.

## Usuaris
Pocs països utilitzen míssils Trident, ja que la plataforma de llançament són submarins Balístics Nuclears.
- Estats Units: submarins SSBN (Classe Ohio
- Regne Unit: submarins SSBN (Classe Resolution i Classe Vanguard)